# سینا (شرکت)
سینا (انگلیسی: Sina Corp) یک شرکت فناوری چینی است. این شرکت چهار کسب و کار اصلی دارد: سینا ویبو، سینا موبایل، سینا آنلاین و سینانت.